# Test z debryzochiną
Test z debryzochiną – test służący do pomiaru aktywności izoenzymu CYP2D6. W zależności od aktywności CYP2D6, rozróżniamy tzw. osoby wolno i szybko metabolizujące. Ma to zastosowanie w ustalaniu dawkowania leków metabolizowanych przez ten cytochrom. Osoby szybko metabolizujące wymagają wyższych dawek leków, wolno metabolizujące – niższych.
Stwierdzono, że 5–10% Europejczyków charakteryzuje niska aktywność 2D6.